# RW Большой Медведицы
RW Большой Медведицы (лат. RW Ursae Majoris) — двойная затменная переменная звезда типа Алголя (EA) в созвездии Большой Медведицы на расстоянии приблизительно 1223 световых лет (около 375 парсеков) от Солнца. Видимая звёздная величина звезды — от +11,72m до +10,16m. Орбитальный период — около 7,3282 суток.

## Характеристики
Первый компонент — жёлто-белая эруптивная переменная звезда типа RS Гончих Псов (RS) спектрального класса F9V или F8.
Второй компонент — оранжевый субгигант спектрального класса K1IV.